# Crkva sv. Jakova (Zlatar)
Crkva sv. Jakova  je rimokatolička crkva u mjestu Donja Batina, gradu Zlataru zaštićeno kulturno dobro.

## Opis dobra
Srednjovjekovna barokizirana jednobrodna crkva sv. Jakova nalazi se na brijegu iznad naselja Donja Batina, Grad Zlatar. Povijesni izvori spominju ju tek g. 1639., no prema konstruktivnim elementima kao i po sačuvanom kamenom okviru vanjskih vrata sakristije evidentno je da je nastala u srednjem vijeku. Kapela je glavnim pročeljem okrenuta prema sjeverozapadu, a tlocrtnu osnovu čine zvonik kvadratnog presjeka, pravokutna lađa, nepravilno, trapezoidno svetište i kvadratna sakristija s njegove južne strane. Vanjština crkve jednostavno je oblikovana. Ispred glavnog, trokutno zaključenog pročelja nalazi se masivno tijelo zvonika, koje je djelomično uzidano u pročelni zid.

## Zaštita
Pod oznakom Z-2223 zavedena je kao nepokretno kulturno dobro – pojedinačno, pravnog statusa zaštićena kulturnog dobra, klasificirano kao "sakralna graditeljska baština".